# Ахмад Могаммаді
Сеєд Ахмад Могаммаді Пахнехкалеї (перс. سید احمد محمدی پهنه کلایی; нар. 11 січня 1992, Ґаєм-Шахр, остан Мазендеран) — іранський борець вільного стилю, срібний та бронзовий призер чемпіонатів світу, чемпіон Азії, дворазовий володар Кубків світу.

## Життєпис
Боротьбою почав займатися з 2003 року.
Виступав за борцівський клуб «Тахті», Ґаєм-Шахр. Тренер — Расул Хадем.

## Спортивні результати на міжнародних змаганнях

### Виступи на Чемпіонатах світу
| Змагання                        | Збірна | Вагова категорія          | Місце  |
| ------------------------------- | ------ | ------------------------- | ------ |
| Чемпіонат світу з боротьби 2014 | Іран   | вільна боротьба, до 65 кг | Срібло |
| Чемпіонат світу з боротьби 2015 | Іран   | вільна боротьба, до 65 кг | Бронза |

На чемпіонаті світу 2014 року в Ташкенті здобув срібну нагороду, поступившись у фіналі осетину Сослану Рамонову, що представляв Росію. 
На чемпіонаті світу 2015 року в Лас-Вегасі зовоював бронзу, зазнавши єдиної поразки від італійського борця кубинського походження Франка Чамісо, що став чемпіоном. У поєдинку за третє місце переміг олімпійського чемпіона Лондонської Олімпіади 2012 року Тогрула Асгарова з Азербайджану.

### Виступи на Чемпіонатах Азії
| Змагання                       | Збірна | Вагова категорія          | Місце  |
| ------------------------------ | ------ | ------------------------- | ------ |
| Чемпіонат Азії з боротьби 2014 | Іран   | вільна боротьба, до 65 кг | Золото |

### Виступи на Кубках світу
| Змагання                    | Збірна | Вагова категорія          | Місце  |
| --------------------------- | ------ | ------------------------- | ------ |
| Кубок світу з боротьби 2014 | Іран   | вільна боротьба, до 65 кг | Золото |
| Кубок світу з боротьби 2015 | Іран   | вільна боротьба, до 65 кг | Золото |

### Виступи на інших змаганнях
| Змагання                                       | Збірна | Вагова категорія          | Місце  |
| ---------------------------------------------- | ------ | ------------------------- | ------ |
| Кубок Тахті 2010                               | Іран   | вільна боротьба, до 66 кг | 7      |
| Кубок Імамалі Хабібі і Абдоллаха Мохамеда 2010 | Іран   | вільна боротьба, до 66 кг | 12     |
| Кубок Тахті 2014                               | Іран   | вільна боротьба, до 61 кг | Бронза |
| Меморіал Вацлава Циолковського 2014            | Іран   | вільна боротьба, до 65 кг | Бронза |
| Гран-прі Парижа з боротьби 2016                | Іран   | вільна боротьба, до 70 кг | Золото |